# Ben Nevis
Ben Nevis (škotskogelsko Beinn Nibheis, škotskogelska izgovorjava: [pe(ɲ) ˈɲivɪʃ]) je najvišja gora na Škotskem, v Združenem kraljestvu in na Britanskem otočju. Vrh je 1345 metrov nad morsko gladino in je od najbližje višje gore (Melderskin na Norveškem) oddaljen 739 kilometrov. Ben Nevis stoji na zahodnem koncu pogorja Grampian v regiji Škotsko višavje, blizu mesta Fort William.
Gora je priljubljena destinacija, ki privabi približno 130.000 vzponov na leto, od tega približno tri četrtine po gorski poti iz Glen Nevisa. 700-metrske pečine severne stene so med najvišjimi na Škotskem in omogočajo plezalcem in alpinistom klasično plezanje in plezanje v skalah vseh težavnosti. So tudi glavne lokacije na Škotskem za ledno plezanje.
Na vrhu, ki je zrušena kupola starodavnega vulkana, so ruševine observatorija, ki je stalno deloval med letoma 1883 in 1904. Meteorološki podatki, zbrani v tem obdobju, so še vedno pomembni za razumevanje vremena v škotskih gorah. C. T. R. Wilson je dobil navdih, da je izumil komoro za oblake po obdobju, ki ga je preživel na observatoriju.

## Etimologija
Ben Nevis je anglicizacija škotskega gelskega imena Beinn Nibheis. Medtem ko je Beinn običajna škotska gelska beseda za 'goro', izvor Nibheisa ni jasen.
Nibheis lahko ohrani zgodnejšo piktsko obliko, *Nebestis ali *Nebesta, ki vključuje keltski koren *neb, kar pomeni 'oblaki' (primerjaj: valižansko nef ), torej 'Oblačna gora'.
Nibheis ima lahko tudi izvor iz besed nèamh, ki pomeni 'nebesa' (kar je povezano s sodobno škotsko gelsko besedo neamh, ki pomeni 'svetel, sijoč') in bathais, ki pomeni 'vrh moške glave'. Beinn Nibheis bi tako lahko izhajal iz beinn nèamh-bhathais, 'gora z glavo v oblakih' ali 'nebeška gora'.
Škotsko gelsko besedo neimh lahko prevedemo kot 'zloba', 'strup, kar pomeni 'strupena gora', kar morda opisuje nevihte, ki zajamejo vrh.
Kot je običajno za mnoge škotske gore, je tako domačinom kot obiskovalcem znano preprosto kot Ben.

## Geografija
Ben Nevis tvori masiv s svojimi sosedi na severovzhodu, Càrn Mòr Dearg, s katerim ga povezujejo Càrn Mòr Dearg Arête, Aonach Beag in Aonach Mòr. Vse štiri so Munros (gora na Škotskem z višino nad 3000 čevljev (914,4 m)) in med enajstimi gorami na Škotskem višjimi od 1200 m (od katerih se jih devet  imenuje Munros).
Zahodni in južni breg Ben Nevisa se dvigata 1200 metrov v približno 2 kilometrih nad reko Nevis, ki teče navzdol po Glen Nevisu – najdaljšem in najstrmejšem pobočju hriba v Veliki Britaniji – zaradi česar je gora predstavlja vidik ogromne velikosti na tej strani. Nasprotno pa se na severu pečine spuščajo približno 600 metrov do Coire Leis.
200 metrov spusta s tega korita vodi do spominske koče Charlesa Inglisa Clarka (znane kot koča CIC), zasebne planinske koče 680 metrov nad morsko gladino, ki je v lasti Škotskega alpinističnega kluba in se uporablja kot izhodišče za številne plezalne smeri v severni steni gore. Koča je tik nad sotočjem Allt a' Mhuilinn in Allt Coire na Ciste.
Poleg glavnega vrha, visokega 1345 metrov, ima Ben Nevis dva pomožna vrha, oba pa se imenujeta Càrn Dearg ('rdeči hrib'). Višji od obeh, na 1221 metrih, je na severozahodu in ga pogosto zamenjujejo s samim Ben Nevisom v pogledih z območja Fort Williama. Drugi Càrn Dearg (1020 m) štrli v Glen Nevis na jugozahodni strani gore. Nižji hrib Meall an t-Suidhe (711 metrov) je bolj zahodno in tvori sedlo z Ben Nevisom, ki vsebuje majhno jezero Lochan Meall an t-Suidhe. Priljubljena turistična pot iz Glen Nevisa se ovije ob strani tega hriba, preden se povzpne na široko zahodno stran Ben Nevisa.

## Geologija
Ben Nevis je vse, kar je ostalo od devonskega vulkana, ki je doživel kataklizmični konec v obdobju karbona pred približno 350 milijoni let. Dokazi blizu vrha kažejo, da svetel granit (ki se je ohladil v podzemnih komorah nekaj kilometrov pod površjem) leži med temnimi bazaltnimi lavami (ki se tvorijo samo na površini). Oba, ki ležita drug ob drugem, sta dokaz, da se je ogromen vulkan zrušil sam vase in ustvaril eksplozijo, primerljivo s Thero (2. tisočletje pr. n. št.) ali Krakatav (1883). Gora je zdaj vse, kar je ostalo od implodirane notranje kupole vulkana. Njegovo obliko je v veliki meri oblikovalo poledenitev.ref>Averis, A. B. G.; Averis, A. M. (2005). »A survey of the vegetation of Ben Nevis Site of Special Scientific Interest and Special Area of Conservation, 2003–2004« (PDF). Scottish National Heritage Commissioned Report. 090. Arhivirano iz prvotnega spletišča (PDF) dne 16. julija 2011. Pridobljeno 11. decembra 2006.</ref>
Raziskave so pokazale, da magmatske kamnine iz devonskega obdobja (pred približno 400 milijoni let) vdirajo v okoliške metamorfne skrilavce; vdori imajo obliko niza koncentričnih obročastih nasipov. Najbolj notranji med njimi, znan kot Notranji granit, sestavlja južni del gore nad Lochan Meall an t-Suidhe in tudi sosednji greben Càrn Mòr Dearg; Meall an t-Suidhe je del zunanjega granita, ki je bolj rdeče barve. Sama vešna kupola je skupaj s strmimi severnimi pečinami sestavljena iz andezitne in bazaltne lave.

## Podnebje
Ben Nevis ima visokogorsko podnebje tundre (ET po Köppnovi klasifikaciji). Nadmorska višina, morska lega in topografija Ben Nevisa pogosto povzročijo hladne in oblačne vremenske razmere, ki lahko predstavljajo nevarnost za slabo opremljene pohodnike. Po opazovanjih, opravljenih na vršnem observatoriju od 1883 do 1904, je bila megla na vrhu prisotna skoraj 80 % časa med novembrom in januarjem ter 55 % časa maja in junija. Povprečna zimska temperatura je bila okoli −5 °C, povprečna mesečna temperatura v tem letu pa je bila −0,5 °C. V povprečnem letu je na vrhu 261 neviht in prejme 4350 milimetrov padavin v primerjavi s samo 2050 milimetri v bližnjem Fort Williamu, 840 milimetrov v Invernessu in 580 milimetrov v Londonu. Padavin na Ben Nevisu je pozimi približno dvakrat več kot spomladi in poleti. Sneg je na gori skoraj vse leto, zlasti v žlebovih severne stene – višji del Observatory Gully večino let zadržuje sneg do septembra in včasih do novega snega v naslednji sezoni.

## Zgodovina
Prvi zabeleženi vzpon na Ben Nevis je opravil 17. avgusta 1771 James Robertson, botanik iz Edinburgha, ki je bil v regiji, da bi zbiral botanične vzorce. Še en zgodnji vzpon leta 1774 je opravil John Williams, ki je prvi predstavil geološko strukturo gore. John Keats se je na goro povzpel leta 1818 in primerjal vzpon z »vzpenjanjem desetih St. Pauls brez priročnega stopnišča«. Naslednje leto je William MacGillivray, ki je pozneje postal ugleden naravoslovec, dosegel vrh le, da bi našel »fragmente lončene in steklene posode, piščančje kosti, zamaške in koščke papirja«. Šele leta 1847 je Ordnance Survey potrdil, da je Ben Nevis najvišja gora v Britaniji in na Irskem, pred svojim tekmecem Benom Macduijem.
Observatorij na vrhu je bil zgrajen poleti 1883 in je deloval 21 let. Prva pot do vrha je bila zgrajena istočasno kot observatorij in je bila zasnovana tako, da je omogočala ponijem prenašati zaloge, z največjim naklonom ena proti pet. Z odprtjem poti in observatorija je vzpon na goro postal vse bolj priljubljen, še toliko bolj po prihodu West Highland Railway v Fort William leta 1894. Približno v tem času je bil podan prvi od več predlogov za zobato železnico do vrha, nobeden ni bil uresničen.
Leta 1911 se je podjetni Fordov trgovec po imenu Henry Alexander povzpel na goro z modelom T kot reklamni trik. Vzpon je bil posnet na film in si ga je mogoče ogledati v arhivu Britanskega filmskega inštituta. Kip Aleksandra in avtomobila so odkrili v Fort Williamu leta 2018.
Leta 2000 je posestvo Ben Nevis, ki obsega celotno južno stran gore, vključno z vrhom, kupila škotska dobrodelna naravovarstvena organizacija John Muir Trust.
Leta 2016 je Ordnance Survey uradno ponovno izmeril višino Ben Nevisa na 1344,527 m. Višina Ben Nevisa bo zato na novih zemljevidih Ordnance Survey prikazana kot 1345 metrov namesto zdaj zastarele vrednosti 1344 metrov.

## Poti vzpona
Pony Track iz leta 1883 do vrha (znana tudi kot Benova pot, Planinska pot ali Turistična pot) ostaja najpreprostejša in najbolj priljubljena pot vzpona. Začne se pri Achinteeju na vzhodni strani Glen Nevisa, približno 2 km od središča mesta Fort William, na približno 20 metrih nadmorske višine. Mostovi iz centra za obiskovalce in mladinskega hostla zdaj omogočajo dostop z zahodne strani Glen Nevisa. Pot se strmo vzpenja do sedla ob Lochan Meall an t-Suidhe (pogovorno znanem kot 'Halfway Lochan') na 570 m, nato pa se preostalih 700 metrov vzpenja po kamnitem zahodnem bregu Ben Nevisa v ključih. Pot je redno vzdrževana, vendar je zaradi tekoče vode, neravnega skalovja in razsutega melišča ponekod nevarna in spolzka. Zaradi poti v ključih razen v začetnih etapah ni neobičajno strma, a neizkušeni pohodniki se morajo zavedati, da je spust razmeroma naporen za kolena.
Pot, priljubljena pri izkušenih pohodnikih, se začne v Torlundyju, nekaj kilometrov severovzhodno od Fort Williama na cesti A82, in sledi poti ob Allt a' Mhuilinn. Do nje se lahko pride tudi iz Glen Nevisa, tako da sledite poti Pony Track do Lochan Meall an t-Suidhe, nato pa se rahlo spusti do CIC Hut. Pot se nato vzpne na Càrn Mòr Dearg in nadaljuje vzdolž Càrn Mòr Dearg Arête ("CMD Arête"), preden se strmo povzpne na vrh Ben Nevis. Ta pot obsega skupaj 1500 metrov vzpona in zahteva skromne sposobnosti preskok in glavo za višine. Skupno z drugimi pristopi na tej strani gore ima to prednost, da ponuja širok pogled na pečine severne stene, ki so skrite pred Pony Trackom.
Na Ben Nevis se je mogoče povzpeti tudi s parkirišča Nevis Gorge pri Steallu na začetku ceste navzgor po Glen Nevisu, bodisi po jugovzhodnem grebenu ali prek vrha Càrn Dearg (jugozahodno). Te poti zahtevajo blago pehanje, so krajše in strmejše od poti Pony Track in jih običajno uporabljajo samo izkušeni planincii.

## Vrh
Vrh Ben Nevisa obsega veliko kamnito planoto s približno 40 hektarji (100 hektarjev). Najvišja točka je označena z velikim, trdno zgrajenim možicem, na vrhu katerega je trigonometrska točka Ordnance Survey. Vrh je najvišja točka v kateri koli smeri 739 km, preden dosežemo Skandinavsko gorovje na zahodu Norveške.
Porušeno obzidje observatorija je vidna značilnost na vrhu. Na vrhu opazovalnega stolpa so zgradili zasilno zavetišče za tiste, ki jih je ujelo slabo vreme. Čeprav je vznožje stolpa nekoliko nižje od pravega vrha gore, streha zavetišča presega trigonometrsko točko za nekaj metrov, zaradi česar je najvišja stavba, ki jo je naredil človek v Združenem kraljestvu. Ob opazovalnici stoji vojni spomenik padlim v drugi svetovni vojni.
17. maja 2006 je John Muir Trust, ki ima v lasti večji del gore, odkril klavir, ki je bil zakopan pod enim od možicev na vrhu. Menijo, da so klavir v dobrodelne namene odnesli selitveni možje iz Dundeeja več kot 20 let prej.
Razgled z najvišje točke Združenega kraljestva je obsežen. V idealnih razmerah se lahko razširi na več kot 190 kilometrov, vključno s takšnimi gorami, kot so Torridon Hills, Morven v Caithnessu, Lochnagar, Ben Lomond, Barra Head in do Knocklayda v grofiji Antrim na Severnem Irskem.